# Manzanillo I kraftværk
 Manzanillo I kraftværk , også kendt under navnet General Manuel Álvarez Moreno, er et kombineret olie- og gaskraftværk i Mexico. Det har en installeret produktionskapacitet på 1200 MW fordelt på 4 turbiner i ét anlæg. Anlægget blev påbegyndt omkring 1975 og stod færdigt i 1982. Brændselkilderne er naturgas og olie. Dette er et af landets største kraftværker målt efter installeret effekt.